# Templul lui Iupiter Optimus Maximus
Templul lui Iupiter Optimus Maximus, cunoscut și ca Templul lui Iupiter Capitolinul, prima reședință a primului dintre zeii romani, era situat pe vârful Capitoliului, colina la poalele căreia, potrivit mitologiei, Romulus a hotărât să construiască Roma. Acest templu roman, denumit Templul lui Iupiter cel Foarte Bun și Foarte Mare, era dedicat triadei Iupiter, Iunona și Minerva, dar denumit, prin prescurtare, « Templul lui Iupiter » sau « Templul lui Iupiter Capitolinul ». Vestigiile sale au fost găsite sub Muzeul Capitoliului, când a fost creată o nouă sală.

## Flaminii lui Iupiter Capitolinul

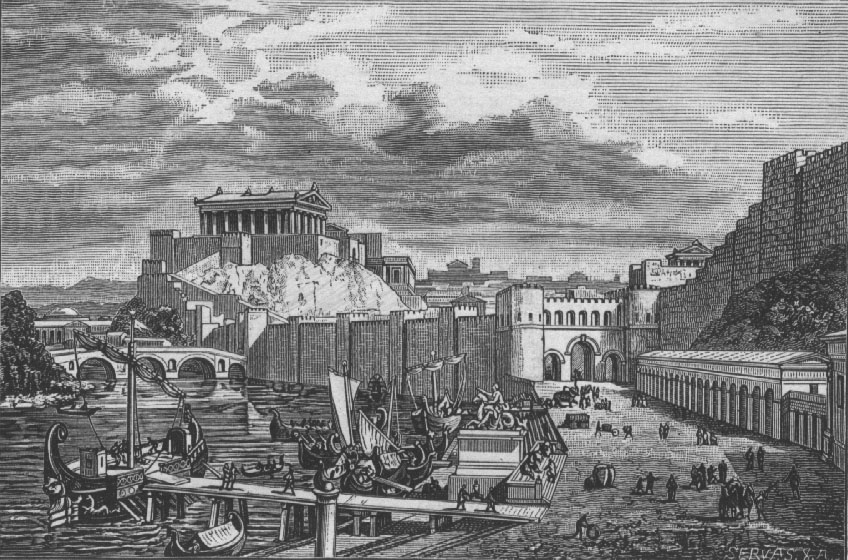
Templul lui Iupiter de pe Capitoliu sub Republica romană (ilustrație de Friedrich Polack, 1896)

Flamen Dialis (preoți însărcinați cu cultul lui Iupiter) celebrau aici cultul lui « Iupiter Optimus Maximus »: literal « Iupiter, cel mai bun și cel mai mare ». De fapt, se disting mai multe forme ale puterii lui Iupiter, îndeosebi tunetul și fulgerul; în cazul Templului lui Iupiter Capitolinul, este suveranul zeilor, cel mai mare dintre heliopolitanii care sunt celebrați, vârful triadei capitoline (triadă în care sunt incluse și Iunona și Minerva). De aceea, acest templu a făcut obiectul unei atenții deosebite  a puterii romane.

## Istorie

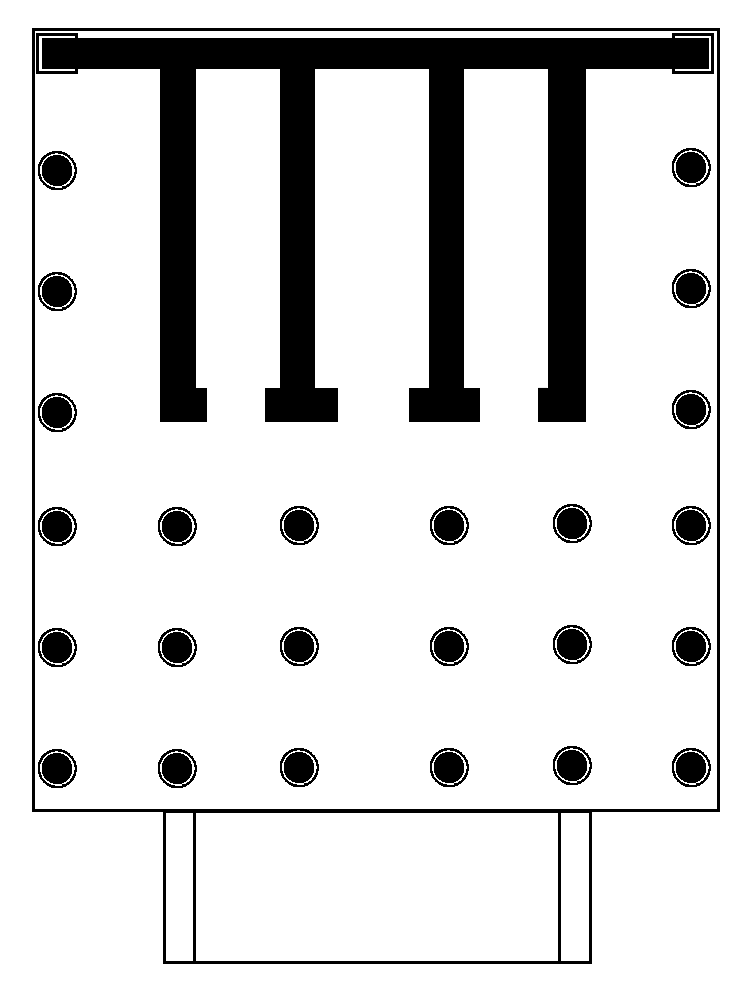
Planul presupus al edificiului. Doar extinderea perimetrului este dovedită arheologic

Templul primitiv ar fi fost construit de Tarquinius cel Bătrân și terminat de Tarquinius Superbus, dar potrivit lui Titus Livius a fost consacrat în anul 509 î.Hr., în primul an al Republicii Romane. 

Potrivit lui Filippo Coarelli, edificarea templului reflectă voința suveranilor etrusci de a deplasa la Roma centrul politic al Ligii Latine printr-un templu prestigios care să concureze cu sanctuarul federal al Ligii situat la Nemi în Muntele Alban.
Incendiat în mai multe rânduri, dintre care într-un rând odată cu cărțile sibiline oferite lui Tarquinius Superbus de către sibila din Cumae, a fost de fiecare dată reconstruit tot mai somptuos.

### Construcția
Potrivit tradiției, Tarquinius cel Bătrân, în timp ce lupta împotriva sabinilor, ar fi promis să construiască templul și ar fi dispus începerea fundațiilor. Însă cea mai mare parte a construcției ar fi fost făcută sub Tarquinius Superbus, care aproape că l-ar fi terminat.
Templul a fost construit pe un sit dedicat altor zeități, dintre care unele au fost încorporate în noul templu.
Consacrarea templului ar fi datată la 13 septembrie 509 î.Hr., primul an al Republicii Romane, și atribuită lui Marcus Horatius Pulvillus.
În anul 179 î.Hr., zidurile și coloanele templului au fost acoperite din nou cu stuc, iar o copie a inscripției de consacrare a templului Larilor Permarini, de către Lucius Aemilius Regillus, a fost așezată pe poarta templului. La scurt timp după aceea, cellalui a fost acoperită cu mozaic. În 142 î.Hr., plafonul templului a fost aurit.